# Alex Niño
Alex Niño es un dibujante de cómics filipino (Tarlac/Luzon, 1 de mayo de 1940), conocido por su trabajo para editoriales americanas como DC Comics, Marvel Comics, Warren Publishing y Heavy Metal.

## Biografía

### Inicios en Filipinas
Alex Niño es hijo de un fotógrafo profesional y estudió brevemente medicina en la universidad de Manila, antes de dejarlo en 1959 para perseguir su sueño de infancia de convertirse en un dibujante de cómics. En 1956, después de estudiar con el artista Jess Jodloman, Niño colaboró con Clodualdo del Mundo para crear el personaje "Kilabot Ng Persia" ("El Terror de Persia") para Pilipino Komiks. Niño y Marcelo B. Isidro crearían más tarde el personaje "Dinoceras" para Redondo Komiks. Otros trabajos destacables de su etapa filipina incluyen las series Gruaga - The Fifth Corner of the World para Pioneer Komiks, el personaje "Mga Matang Nagliliyab" ("Los Ojos que Brillan en la Oscuridad") con Isidro para Alcala Komiks, y para PSG Publications, historias de Bruhilda Witch, que fueron adaptadas al cine. 

### El salto a Estados Unidos
Niño se encuentra en la vanguardia de los artistas de cómics filipinos, incluyendo a Alfredo Alcala, Nestor Redondo y Gerry Talaoc, reclutados para los comic books americanos de DC Comics por el editor Joe Orlando y el redactor jefe Carmine Infantino en 1971, siguiendo el éxito del pionero Tony DeZuniga. Los primeros trabajos en los cómics U.S.A. son como dibujante y entintador de la historia de nueve páginas "To Die for Magda", para el House of Mystery 204 (julio de 1972) de DC, guionizado por Carl Wessler.
Niño prontamente colaboraría regularmente con otras antologías sobrenaturales de DC en títulos como House o Secrets y Forbidden Tales of Dark Mansion, Secrets of Sinister House, Weird War Tales, Weird Mystery Tales y The Witching Hour. También dibujaría al personaje aventurero de la jungla "Korak" en algunos números del Tarzan de DC. Excepto por una historia para el número 17 de Mystery Comics Digest de Gold Key Comics (mayo de 1974), Niño, que se había trasladado a Estados Unidos en 1974, dibujaría exclusivamente para DC hasta el comienzo de 1975.
Junto con el guionista-editor Robert Kanigher, Niño creó al Captain Fear, protagonista del Caribe pirata del siglo XIX en Adventure Comics 425 (diciembre de 1972), y junto con el escritor Jack Oleck crearon el personaje de ciencia ficción "Space Voyagers" en Rima, the Jungle Girl 1 (mayo de 1974), ambos para DC.

### Marvel Comics
Después de dibujar algunos anuncios y portadas para las revistas de cómic en blanco y negro de Marvel Comics/Curtis Magazines, Niño formó equipo con el escritor-editor Roy Thomas en una adaptación de 17 páginas de una historia corta de Harlan Ellison, "Repeat, Harlequin! Said the Ticktockman" en blanco y negro para el número 3 de Unknown Worls of Science Fiction (mayo de 1975). A esto le siguió otro trabajo más importante, una historia de 30 páginas de Conan el Bárbaro, "People of the Dark" en The Savage Sword of Conan número 6 (junio de 1975), también con Thomas, y una adaptación de 23 páginas de la novela de Michael Moorcock, Behold the Man, junto con el escritor Dough Moench en Unknown Worlds of Science Fiction número 6 (noviembre de 1975).
Niño firmó contrato con Ralph Bakshi para trabajar en la película Wizards, lo que le garantizó un visado de trabajo, pero no consiguió el permiso del gobierno filipino para ir a los Estados Unidos hasta dos meses después, con lo que se encontró que, cuando llegó a los Estados Unidos no sólo el trabajo de animación ya se había completado, sino que el visado de Niño no le permitía realizar otros trabajos freelance para otros proyectos. 
Niño realizó su debut en color en el número 2 de Marvel Classics Comics (1976), adapatando con el escritor Otto Binder la novela de H. G. Wells, La Máquina del Tiempo. Niño también dibujaría las adaptaciones de Moby Dick y Los Tres Mosqueteros, pero poco más pudo hacer en color para Marvel, entintando dos números de la serie de Luke Cage, Power Man, y la historia "Weirdworld" en Marvel Premiere número 38 (septiembre de 1977).

### Warren and Heavy Metal
Niño encontró finalmente su nicho en la audiencia adulta de las publicaciones de horror y ciencia ficción / fantasía de Warren Publishing en blanco y negro como Creepy, Eerie y Vampirella, y en la pionera Heavy Metal de HM Communications, una revista de cómics en color que mezclaba cómic de artistas europeos con nuevos talentos americanos. Desde 1977 hasta 1984, Niño dibujó numerosas historias, cubiertas e ilustraciones incidentales para ambas Editoriales, mezcladas con muy ocasionales historias para títulos de antologías sobrenaturales de DC, y en mucha menor medida para los títulos de corta vida de Archie Comics Superhero "The Comet" y "Shield-Steel Sterling". 
En los últimos ochenta, trabajaría en números que incluyen Thriller y The Omega Men para DC, Asylum, World of Young Master Special y Demon Blade para New Comics Group, y Den para Fantagor Press. Niño escribió y dibujó una aventura oculta de un único número, Alex Niño Nightmare #1 (diciembre de 1989) para Innovation Comics. 
En 1987 contribuyó artísticamente a la serie de animación televisiva Visionaries: Knights of the Magical Light.

### Últimos años
Después de dejar los cómics durante cuatro años, Niño regresó realizando trabajos menores para Dark Horse Comics en su Dark Horse Presents, Shaman de Continuity Comics y John Jakes' Mullkon Empire número 4 de Big Entertainment. También volvería a formar equipo con el escritor Roy Thomas en una historia de 37 páginas de Conan el Bárbaro, "Lions of Corinthia" en The Savage Sword of Conan número 228 (diciembre de 1994), dejando los cómics otra vez al año siguiente.
Niño regresó en 1999 para escribir y dibujar una historia para los números 7 y 8 de Frank Frazetta Fantasy Illustrated de Quantum Cat Entertainment (julio y septiembre de 1999). 
Después de otro periodo de descanso de los cómics durante el cual ha trabajado en diseños de personajes de animación para la película de Walt Disney Pictures, Atlantis: The Lost Empire (2001), Niño regresó para dibujar un único número para Bliss On Tap Publishing, God the Dyslexic Dog número 1 (julio de 2004).
Image Comics anunció en 2008 que Niño dibujaría la miniserie de tres números Dead Ahead, escrita por Mel Smith y Clark Castillo.

## Valoración
Whilce Portacio ha dicho de él: "Fui expuesto al trabajo super-estilizado de Alex Niño y eso ha sido mi mayor influencia. El sentido del diseño y la imaginación sin límites de Alex Niño realmente me han inspirado para dejar que mi lado creativo imaginase nuevos mundos y personajes".

## Obra
- Satan's Tears: The Art of Alex Nino (The Land of Enchantment, 1977)
- Alex Niño Drawings (Stuart Ng Books, 2005)

Esta lista está incompleta, puedes colaborar ampliándola.•Weird Heroes: Vol. 1 (Berkley Publishing Group, 1975) 
- Weird Heroes: Vol. 3: Quest of the Gypsy (Pyramid Books, 1976)
- Moby Dick (Pendulum Press / Now Age Illustrated, 1973) ISBN 0-88301-099-2, ISBN 978-0-88301-099-0 ◦Reissued (Educational Insights, 1998) ISBN 1-56767-235-3, ISBN 978-1-56767-235-0
- Graphic Classics Volume 3: H. G. Wells (Pendulum Press / Now Age Illustrated, 1974) ◦Reissued (Eureka Productions, 2002) ISBN 0-9712464-3-2, ISBN 978-0-9712464-3-0
- Rebel Spy ( Be an Interplanetary Spy ) (Bantam Books, 1984) ISBN 0-553-24198-2, ISBN 978-0-553-24198-3
- The Vulgmaster (Tales of the One-Eyed Crow) (Roc, 1991) ISBN 0-451-45088-4, ISBN 978-0-451-45088-3
- The Orc's Treasure (I Books, 2006) ISBN 0-7434-7943-2, ISBN 978-0-7434-7943-1

- Datos: Q648952
- Multimedia: Alex Niño / Q648952